# Nymphon calypso
Nymphon calypso är en havsspindelart som beskrevs av Fage, L. 1959. Nymphon calypso ingår i släktet Nymphon och familjen Nymphonidae. Inga underarter finns listade i Catalogue of Life.